# Accolade Industrial Fund
Accolade Industrial Fund je maltský investiční fond založený v roce 2014 a určený kvalifikovaným investorům. Fond je zaměřený na investice do komerčních nemovitostí typu průmyslových a logistických budov, které nakupuje od holdingu Accolade. Fond vlastní nemovitosti v České republice, Polsku, Německu, na Slovensku a ve Španělsku.

## Zaměření fondu
Fond investuje pouze do průmyslových nemovitostí zahrnujících skladové či výrobní prostory, případně jiné komerční nemovitosti, např. pro segment e-commerce. Je členem evropské organizace INREV, jejímž cílem je zvýšit transparentnost, profesionalitu a sdílet osvědčené postupy v sektoru komerčních nemovitostí. Od založení fondu do konce roku 2022 investovalo s Accolade Industrial Fund přes tři tisíce kvalifikovaných investorů. Minimální vstupní investice je stanovena na 75 tisíc eur (nebo ekvivalent v českých korunách).

## Portfolio fondu a udržitelnost
Accolade Industrial Fund v roce 2023 překonal hranici 1,6 milionu metrů čtverečních průmyslových ploch ve svém portfoliu a spravoval majetek v hodnotě přesahující 1,5 miliardy EUR. Fond byl v roce 2023 vlastníkem 31 průmyslových parků se 100 nájemci v pěti evropských zemích.
Parky v portfoliu fondu jsou postavené s důrazem na vysokou míru energetické soběstačnosti, efektivní hospodaření s vodou a kvalitní pracovní podmínky pro zaměstnance. Certifikací udržitelnosti budov ve standardech BREEAM či DNGB prošlo 100 % budov v majetku fondu. Fond Accolade byl prvním subjektem v České republice i v Polsku, který získal BREEAM Outstanding pro novou industriální budovu. V roce 2023 byly v portfoliu fondu tři budovy s certifikací nejvyšší úrovně BREAAM Outstanding o celkové rozloze 272 459 metrů čtverečních.  Vedle tří nejvyšších stupňů ohodnocení BREEAM je v portfoliu fondu i deset budov s druhou nejvyšší úrovní této certifikace Excellent, jejichž plocha tvoří dohromady přes 318 723 metrů čtverečních. Třetí nejvyšší úrovní Very Good je certifikováno 846 906 metrů čtverečních portfolia a certifikací na úrovni Good disponuje 216 395 metrů čtverečních portfolia.

## Průmyslové parky ve fondu
Data jsou aktuální k 1. červnu 2023.

### Česká republika
- Park Cheb
- Park Cheb South
- Park D5 Hořovice
- Park Prague Airport II
- BTS Přeštice
- Park Stříbro
- BTS Týniště nad Orlicí
- Park Zdice
- BTS Kojetín
- Park Teplice South

### Polsko
- Park Białystok I
- Park Białystok II
- Park Bydgoszcz I
- Park Bydgoszcz II
- Park Bydgoszcz IV
- Park Częstochowa
- Park Kielce
- Park Legnica
- BTS Legnica
- Park Lublin
- Park Mińsk Mazowiecki
- Park Szczecin I
- Park Szczecin III
- Park Gorzów Wielkopolski I
- Park Zielona Góra
- Park Koszalin
- Park Goleniów

### Slovensko
- Park Košice Airport

### Německo
- BTS Alsdorf
- BTS Bochum

### Španělsko
- BTS Sevilla

## Ocenění
Fond získal za dobu své existence několik ocenění. Od roku 2019 se pravidelně umisťuje na předních příčkách v žebříčku TOP Realitní Fondy Hospodářských novin v kategorii Nejvýkonnější realitní fond. V roce 2021 získal fond ocenění v kategorii Fond kvalifikovaných investorů v rámci žebříčku nejúspěšnějších fondů na českém trhu Fincentrum & Swiss Life Select Investice roku 2021.